# Dizzasco
Dizzasco ist eine norditalienische Gemeinde (comune) in der Lombardei.

## Lage und Einwohner
Die Gemeinde liegt etwa 14,5 Kilometer nördlich von der Provinzhauptstadt Como nahe dem Westufer des Comer Sees im Val d’Intelvi. Dizzasco befindet sich zu Beginn des Val d’Intelvi im westlichen Zweig des Comer Sees, befindet sich auf einem bewaldeten Terrasse des glazialen Ursprungs. Im Tal unten, eingehüllt in ein tiefes Tal, fließt den Telo (Fluss), der am Comer See (Lario) zu Argegno mündet.
Die Gemeinde Dizzasco besteht aus mehreren Ortsteilen (Fraktionen) Biazzeno, Rovascio, Muronico und Cavrano und hat 646 Einwohnern (Stand 31. Dezember 2023)
Die Nachbargemeinden sind Centro Valle Intelvi, Schignano, Argegno, Colonno, Pigra und Blessagno.

## Bevölkerungsentwicklung
| Bevölkerungsentwicklung' | Bevölkerungsentwicklung' | Bevölkerungsentwicklung' | Bevölkerungsentwicklung' | Bevölkerungsentwicklung' | Bevölkerungsentwicklung' | Bevölkerungsentwicklung' | Bevölkerungsentwicklung' | Bevölkerungsentwicklung' | Bevölkerungsentwicklung' | Bevölkerungsentwicklung' | Bevölkerungsentwicklung' | Bevölkerungsentwicklung' | Bevölkerungsentwicklung' |
| ------------------------ | ------------------------ | ------------------------ | ------------------------ | ------------------------ | ------------------------ | ------------------------ | ------------------------ | ------------------------ | ------------------------ | ------------------------ | ------------------------ | ------------------------ | ------------------------ |
| Jahr                     | 1751                     | 1861                     | 1881                     | 1901                     | 1911                     | 1931                     | 1951                     | 1971                     | 1991                     | 2001                     | 2011                     | 2019                     | 2021                     |
| Einwohner                | 476                      | 663                      | 651                      | 671                      | 606                      | 568                      | 428                      | 343                      | 393                      | 491                      | 564                      | 607                      | 602                      |
| Quelle: ISTAT            |                          |                          |                          |                          |                          |                          |                          |                          |                          |                          |                          |                          |                          |

## Geschichte
Im Mittelalter teilte Dizzasco das Schicksal des gesamten Val d’Intelvi. Es war Verbündeter von Como im jahrzehntelangen Krieg (1118–1127) gegen Mailand. In der Renaissance war es ein Lehen der Visconti, Rusconi (1541) und Marliani (1583).
Im frühen 19. Jahrhundert, während der Herrschaft des österreichisch-ungarischen Reiches, organisierte Andrea Brenta, ein Anführer des Risorgimento, unterstützt durch Giuseppe Mazzini, eine Gruppe von Dorfbewohnern, mit dem Ziel, die Österreicher in die Flucht zu schlagen. Giuseppe Mazzini, der sich 1848 in Lugano aufhielt, reiste oft ins Tal, um den Aufstand vorzubereiten. Dieser endete mit der Verhaftung und Hinrichtung von Andrea Brenta und Andretti in Como.
Der britische Premierminister Winston Churchill fand die Inspiration für seine Gemälde in der Ruhe des Tals, wie seine Darstellung der Kirche San Sisinio belegt.

## Sehenswürdigkeiten
- Kirche Santi Pietro und Paolo erbaut (1620–1664) von Architekt Carlo Inganni auf einem romanischen Sockel, weist im Inneren Fresken von Stefano Bianchi, Stuckarbeiten am Hauptaltar von Giuseppe und Giovanni Battista Giani, ein Antependium in Stuckmarmor#Scagliola von Giuseppe Molciani aus dem Jahr 1757, einen hölzernen Beichtstuhl und eine Kanzel mit Intarsien aus dem 18. Jahrhundert sowie Stuck und Gemälden von Leopoldo Carelli und Luigi Cavallini.[2]
- Kirche San Sisinio im Fraktion Muronico ein Gebäude aus dem 11. Jahrhundert mit griechischem Grundriss, das in der Barockzeit mehrmals umgebaut wurde. Die Kirche, die im 13. Jahrhundert eine Kapelle innerhalb der damaligen Pfarrkirche von Intellavo war, gehört heute formell zum Gebiet von Argegno. Im Inneren der mit Fresken und Stuckaturen reich verzierten Kirche kann man prächtige Scagliola-Fronten aus dem 17. und 18. Jahrhundert, einen Tabernakel aus Marmor aus der Renaissancezeit und einen Beichtstuhl mit Intarsien aus dem 18.[3] Der britische Premierminister Winston Churchill ließ sich von der Ruhe des Tals zu seinen Gemälden inspirieren, und eines seiner Bilder mit der Kirche San Sisinio di Muronico überschritt die Grenzen des Tals, um in einer dem Staatsmann gewidmeten Ausstellung in London bewundert zu werden.[4][5]
- Oratorium San Giobbe 1651 erbaut und auch als Kirche Madonna delle Grazie bekannt ist.[6]
- Oratorium San Carlo auf den Ruinen eines alten Klosters erbaut mit seinen Stuckarbeiten und Fresken aus dem 17. Jahrhundert.

## Persönlichkeiten
- Filippo Patriarchi (* um 1510 in Dizzasco; † nach 1538 ebenda ?), genannt del Nono, Bildhauer im Dom zu Mailand[7]
- Giovanni Battista Nono (* um 1590 in Dizzasco; † nach 1633 im Schloss Eggenberg bei Graz ?), Architekt[8]